# نارسایی هیجانی
نارسایی هیجانی یا آلکسی‌تایمیا یا نابینایی هیجانی (emotional blindness) (به انگلیسی: Alexithymia) (تلفظ: ˌəlɛksəˈθaɪmiə) یک ویژگی روان-عصبی (neuropsychological) است که فرد مبتلا به آن در شناسایی و توصیف هیجان‌ها و احساسات فردی مشکل دارد. ویژگی‌های اصلی آلکسی‌تایمیا عبارت‌اند از اختلال در آگاهی عاطفی، در دلبستگی اجتماعی و در رابطه میان‌فردی. علاوه بر این، افراد مبتلا به آلکسی‌تایمیا دچار دشواری در تشخیص و درک احساسات دیگران نیز هستند، که نمودهای آن در نهایت به عنوان واکنش‌های غیرهمدلانه یا واکنش‌های احساسی غیرتاثیرگذار تعبیر می‌شوند. آلکسی‌تایمیا در حدود ۱۰٪ از مردم شایع است و غالباً همراه دیگر اختلالات روانی، به ویژه ناهنجاری عصبی تکوینی (neurodevelopmental disorder) همراه می شود.

## اصطلاح
اصطلاح "آلکسی‌تایمیا" اولین بار توسط روان‌درمانگری با نام پیتر سیفنیوسدر سال ۱۹۷۳ ابداع شد. با توجه به فرهنگ لغات انگلیسی آکسفورد، این واژه از ترکیب کلمات یونانی λέξις (به انگلیسی: lexis) به معنی سخنرانی و واژه یونانی θυμός (به انگلیسی: thumos) به معنی روح (به عنوان جایگاهی از احساسات، هیجان و اندیشه) است که در ترکیب باحرف منفی کننده α با اضافه کردن بار معنایی محرومیت، در نهایت آلکسی‌تیمیا به صورت تحت‌الفظی به معنی «فقر کلمات در بیان احساسات» می‌باشد.